# 799
799 (DCCXCIX) var ett normalår som började en tisdag i den julianska kalendern.

## Händelser

### Okänt datum
- Klosterkyrkan i Saint-Riquier nära Abbeville i Frankrike invigs i närvaro av Karl den store.
- Karl den store och påven Leo III, för tillfället i exil under ett uppror i Rom, möts i Paderborn.
- Vikingar slår till mot Akvitanien i nuvarande Frankrike.

## Födda
- Jiang Shen, kinesisk kansler.

## Avlidna
- Musa al-Kazim, shiaimam.